# La Garganta
|  | Per a altres significats, vegeu «la Garganta (Rupit i Pruit)». |

La Garganta és un municipi de la província de Càceres, a la comunitat autònoma d'Extremadura.

## Demografia
| 2001 | 2002 | 2003 | 2004 | 2005 | 2006 |
| ---- | ---- | ---- | ---- | ---- | ---- |
| 589  | 593  | 587  | 574  | 546  | 530  |